# Karlo I., ugarski kralj
Karlo I. Robert (Napulj, 1288. – Višegrad, Mađarska 16. srpnja 1342.), hrvatsko-ugarski kralj (1301. – 1342.) i prvi član napuljske dinastije Anžuvinaca na hrvatsko-ugarskom prijestolju. Pravo na prijestolje polagao je preko bake Marije Arpadović koja je pravo na prijestolje predala njemu, nakon smrti njegova oca Karla Martela Anžuvinca.
Premda je okrunjen za kralja odmah nakon smrti posljednjeg Arpadovića, Andrije III. Mlečanina, 1301. godine, puno priznanje kraljevske vlasti stekao je tek 1309. godine, poslije obračuna s drugim predendentima na krunu svetog Stjepana.

## Životopis

### Obitelj i mladost
Karlo Robert je bio sin Klemencije Habsburške i napuljskog princa Karla Martela iz dinastije Anžuvinaca koji je bio poražen u ratu protiv rođaka Andrije Mlečanina za hrvatsko-ugarsku krunu. Njegova baka je bila Marija Arpadović, kćer hrvatsko-ugarskog kralja Stjepana V. (1270. – 1272.). Kako pobjednik u borbi za prijestolje, kralj Andrija III. (1290. – 1301.) nije imao muškog potomstva, (Ugarska tada još uvijek nije priznavala ženama pravo na krunu), a papa Bonifacije VIII. (1294. – 1303.) je bio još 1295. godine okrunio u Napulju Karla Roberta za kralja, pojavila se mogućnost za dogovor o nasljeđivanju. Kada je pokušaj Andrije III. da za prijestolonasljednika proglasi svog ujaka Albertina Morosinija izazvao pobunu ugarskih plemića, dogovor o nasljeđivanju Karla Roberta je bio postignut.
Uzimajući u obzir starost i oslabljeno zdravlje staroga kralja, njegov prijestolonasljednik je kolovozu 1300. godine krenuo, uz pomoć i podršku moćnih hrvatskih velikaša Šubića Bribirskih i knezova Krčkih iz Napulja preko Dalmacije u Ugarsku. Nedugo nakon dolaska u Ugarsku, Andrija III. je preminuo, a Karlo Robert je u ožujku 1301. godine svečano okrunjen u Ostrogonu za novog hrvatsko-ugarskog kralja. Međutim, kralj je imao najviše pristaša u Hrvatskoj, dok se ugarsko plemstvo okupilo u tri stranke, od kojih ga je podržavala samo jedna, u početku malobrojna. Jedan od takmaca za krunu bio je češki kralj Vaclav II., koji u dogovoru s nekoliko ugarskih plemića (prije svega iz Slovačke) poslao vojsku koja je trebala postaviti njegovog sina Vaclava III. za novog hrvatsko-ugarskog kralja pod imenom Ladislav V. (1301. – 1304.).
Dolaskom drugog pretendenta, buknuo je građanski rat u Ugarskoj između oba kralja, u koji se upleo i papa Bonifacije VIII. te je Vaclav bio prisiljen napustiti Ugarsku i odreći se prava na prijestolje. No, nezadovoljni ugarski velikaši proglasili su i okrunili Otona Bavarskog za novog kralja (1304. – 1308.) pod imenom Bela V., no on je uskoro zarobljen od strane erdeljskog vojvode pa se i on odrekao prava na krunu i vratio se kući.

### Početak vladavine
Kada je napokon i Oton III. 1307. godine odustao od hrvatsko-ugarske krune pošto su ga pobunjenici zarobili, put za povratak Karla Roberta je bio otvoren. On će ipak pričekati čak dvije godine u Italiji na sigurnom da se stanje u državi riješi, kako bi od što više osoba bio prihvaćen za kralja. To će se dogoditi tek onda, kada je 15. lipnja 1309. po drugi put okrunjen za kralja u Ostrogonu. No, i ta druga krunidba izazvala je spor, budući da su velikaši tvrdili da čin krunidbe nije bio pravovaljan, jer se tražilo ispunjenje tri uvjeta za krunidbu: prvo, da se krunjenje izvrši krunom sv. Stjepana, drugo da se obred krunidbe izvrši u Stolnom Biogradu, i treće, da ga izvrši ostrogonski nadbiskup. dok će se na samu krunidbu čekati sve do 27. kolovoza 1310. godine. Kako niti ova krunidba nije darovalo potpuno državno jedinstvo, ubrzo dolazi do plemićkih buna koje osporavaju kraljevu vlast. Tek je treća krunidba, obavljena 27. kolovoza 1310. godine u Stolnom Biogradu, osigurala Karlu I. valjano pravo na vlast, ali ne i potpuni mir, jer su još uvijek neki ugarski velikaši odbijali priznati legitimitet Karlovoj vlasti, a Hrvatska je bila gotovo potpuno van kraljevske kontrole, priznavajući kralja tek nominalno.

### Obnova kraljevske vlasti u Ugarskoj i Hrvatskoj
Kralj Karlo I. je, i nakon treće krunidbe, morao punih deset godina pokoravati ugarsku vlastelu svojoj vlasti. Najveće probleme pravio mu je velikaš Matija Čak Trenčinski, no čak ni njegova smrt 1321. godine nije donijela potpuni mir u Ugarskoj, nego je tek nakon neuspješnog atentata 1330. godine, Karlo uspio skršiti revolt u Ugarskoj i postati apsolutni gospodar.
Situacija u Hrvatskoj bila je još lošija po Karla, jer tamo nije nikad uspio u potpunosti utvrditi svoju vlast. Na sjeveru (u Slavoniji) morao je pokoriti moćne Baboniće i Gisingovce, dok mu je širenju kraljevske vlasti u središnjoj Hrvatskoj, smetao moćni hrvatski ban Pavao I. Šubić Bribirski († 1312.), koji je u nasljednoj vlasti imao čitavo hrvatsko kraljevstvo, a od 1299. godine bio je još i "gospodar Bosne" (dominus Bosnae) te vladar Zahumlja. Njega je na banskom položaju naslijedio sin, Mladen II. Šubić Bribirski (1312. – 1322.) koji nije uspio održati moć roda knezova Bribirskih, te je poražen od strane kraljevih snaga u bici kod Blizne 1322. godine. Karlo I. tim događajem nije uspio uspostaviti kraljevsku vlast nad Hrvatskom, jer se kao vođa pobune nametnuo moćni vojvoda Nelipac II. Nelipčić, kojeg kralj Karlo I. nije uspio podvrgnuti svojoj vlasti do kraja svoga života.
Unutarnje borbe iskoristili su Mlečani podvrgavajući pod svoju vlast Trogir, Šibenik (1322.), Split (1327.) i Nin (1328.).

### Kraljeve reforme
Želeći učvrstiti kraljevsku vlast i spriječiti feudalnu anarhiju, Karlo I. je krenuo u izgradnju kraljevog apsolutizma uzimajući u obzir zaslug za državu, a ne podrijetlo pri postavljanju plemića na položaje. Osnova toga sustava bila je davanje položaja baruna (u stvarnosti guvernera) vjernim osobama koje bi nakon nekoliko godina bile zamijenjene prije nego što steknu poslušnu političku bazu na dodijeljenim područjima. Na tim pozicijama oni bi kontrolirali minimalno 10 utvrđenih dvoraca, dok ih u isto vrijeme niti najmoćniji plemić nije mogao imati više od 7 što je stvorilo situaciju u kojoj se svaka osoba bori da dobije ovu vremenski ograničenu čast.
Kao što je tom reorganizacijom sredio pitanje feudalaca, tako je financijskom reformom krenuo prema jačanju državne ekonomske moći. Uz pomoć nekoliko donesenih zakona, trgovci su dobili olakšice za trgovinu koje se odmah iskorištavaju novim porezima tako država dobije nove porezne prihode. Taj tako dobiven novac nije upotrebljen za luksuzni život kralja kao što je bilo uobičajeno u ostatku Europe nego ga se usmjeravalo prema vojsci kako bi hrvatsko-ugarska država postala vojna velesila.

### Vanjska politika
Koristeći tako uvećanu državnu vojnu moć, kralj Karlo Robert se okrenuo svojim europskim susjedima. S Poljskom je sklapio vojni savez protiv Habsburgovaca, 1335. godine koji se ubrzo pretvorio u objavu pobjedničkog rata Svetom Rimskom Carstvu i Austriji. Završetak toga rata 1337. godine povećao je paniku u već uznemirenoj Veneciji i Papinskoj državi zbog kraljeve želje da osvoji Napulj i ujedini oba kraljevstva. Iako su taj plan ove dvije talijanske sile uspjele spriječiti, morale su potvrditi sporazum iz 1334. godine po kojemu će mlađi kraljev sin Andrija, oženiti kraljicu Napulja i postati tamošnji kralj. Najveći kraljev uspjeh bio je sklapanje sporazuma o nastanku personalne unije Hrvatske i Ugarske s Poljskom 1339. godine. Po njemu, nakon smrti poljskog kralja Kazimira III. nasljedio bi ga Karlov najstariji sin Ludovik koji je ujedno bio i nećak poljskog kralja. Ova personalna unija će nastati 1370. godine.
Kralj Karlo I. imao je i djelomičnog uspjeha na Balkanu. U ratu sa srpskim kraljem Stefanom Milutinom (1282. – 1321.) osvojio je 1319. godine Mačvu i Beograd, koje je trajno ostao u ugarskoj vlasti. Nešto kasnije, imao je problema dalje na istoku, gdje se protiv njega pobunio prvobitno lojalni vojvoda Basarab I. 1325. godine. Do vojne intervencije je došlo tek 1330. godine i ona je rezultirala katastrofalnim kraljevim porazom u bici kod Posade. Nakon ponižavajućeg kraljevog bijega u posuđenoj odjeći, pobjednik Basarab postao je osnivač Vlaške države.
Karlo I. Robert umro je 16. srpnja 1342. godine u Višegradu ostavljajući svome sinu Ludoviku I. Hrvatsko-Ugarsko kraljevstvo i poljsku krunu na koju će trebati čekati još neko vrijeme.

## Vanjske poveznice
|  | Zajednički poslužitelj ima još gradiva o temi Karlo I., ugarski kralj |

- Karlo I. Robert Hrvatska enciklopedija
- Karlo I. Robert Proleksis enciklopedija
- Charles I (king of Hungary) Britannica (engl.)

| Prethodnik:                  | Ugarsko-hrvatski kralj | Nasljednik:                 |
| Andrija III. (1290. – 1301.) | Ugarsko-hrvatski kralj | Vaclav III. (1301. – 1305.) |

| Prethodnik:               | Ugarsko-hrvatski kralj | Nasljednik:                |
| Oton III. (1305. – 1307.) | Ugarsko-hrvatski kralj | Ludovik I. (1342. – 1382.) |